# Bandeira do Príncipe

Modelo do qual derivou a actual bandeira dos Países Baixos

Variante

A Bandeira do Príncipe (neerlandês: Prinsenvlag), em referência a Guilherme I, príncipe de Orange é uma bandeira originária dos Países Baixos, que consiste em três faixas horizontais de laranja, branco e azul, as cores das armas reais do príncipe. Em tempos foi o pavilhão nacional da República das Sete Províncias Unidas dos Países Baixos e da República da África do Sul. Actualmente, os Países Baixos e a África do Sul, ainda se identificam com esse símbolo. Também inspirou a actual bandeira da Cidade de Nova Iorque. 
As origens da bandeira, remontam à revolta contra os Espanhóis que teve lugar nos Países Baixos devido à imposição de Fernando Álvarez de Toledo y Pimentel como governante. Os rebeldes juntaram-se a Guilherme I, que tinha sido nomeado governante da Holanda e da Zelândia após a declaração de independência das Províncias Unidas em 1581. 
As cores das armas de Guilherme o Taciturno, laranja, branco e azul, foram adoptadas como insígnia por corsários holandeses que pouco a pouco foram estabelecendo portos costeiros nas zonas setentrionais dos Países Baixos Espanhóis. Surgiram vários modelos laranja-branco-azul de todos os tipos, faixas horizontais, axadrezadas, e combinações dos brasões das províncias de Holanda (com um leão) e Zelândia (com ondas marinhas).  
Sem embargo, rapidamente se popularizaram duas bandeiras diferentes, chamadas Prinsenvlag. A primeira consistia de três faixas horizontais de laranja, branco e azul (laranja no topo), e a segunda consistia de sete faixas horizontais (tantas quantas as sete repúblicas que compunham as Províncias Unidas) alternadas de laranja, branco e azul, ficando o laranja nas extremidades superior e inferior.